# Monique Dixsaut
Monique Dixsaut, née en 1936, est une universitaire et philosophe française dont les travaux portent sur la philosophie antique en général, notamment la philosophie grecque, et sur les dialogues de Platon en particulier.

## Biographie
Après des études de philosophie à l'École Normale Supérieure (1954 (L)) où elle fait notamment la rencontre de Jacqueline Risset et de Marie Depussé, Monique Dixsaut écrit de nombreux ouvrages qui portent principalement sur les œuvres de Platon. Elle est considérée comme une des majeures spécialistes de Platon avec Luc Brisson ou encore Dimitri El Murr.
Elle est professeure émérite à l'Université Paris I Panthéon-Sorbonne et dirige la collection « Tradition de la pensée classique » pour les éditions françaises Vrin.

## Œuvres

### Essais
- Le Naturel philosophe. Essai sur les dialogues de Platon, Paris, Les Belles Lettres/Vrin, 1985, nouvelle édition entièrement revue et corrigée, Paris, Vrin, 2016.
- Métamorphoses de la dialectique dans les dialogues de Platon, Paris, Vrin, « Bibliothèque d'histoire de la philosophie », 2001. Extraits en ligne
- Platon et la question de la pensée, Paris, Vrin, « Bibliothèque d'Histoire de la philosophie », 2000.
- Platon. Le désir de comprendre, Paris, Vrin, « Bibliothèque des philosophies », 2003.
- Nietzsche. Par-delà les antinomies, Chatou, Édition de la transparence, 2006, deuxième édition revue et augmentée, Paris, Vrin, « Bibliothèque d'Histoire de la philosophie », 2012.
- Platon et la question de l'âme, Paris, Vrin, « Bibliothèque d'Histoire de la philosophie », 2013.
- Platon - Nietzsche. L'autre manière de philosopher, Paris, Fayard, « Ouvertures », 2015.

### Directions d'ouvrages collectifs
- Jeanne Delhomme, Paris, Cerf, « Cahiers de la nuit surveillée », 1991.
- Contre Platon. 1, Le platonisme dévoilé, Paris, Vrin, « Tradition de la pensée classique », 1993 (deuxième édition corrigée 2007).
- Contre Platon. 2, Le platonisme renversé, Paris, Vrin, « Tradition de la pensée classique », 1995.
- Querelle autour de La Naissance de la tragédie, textes choisis et annotés par M. Dixsaut (textes et lettres de Nietzsche, E. Rhode, U. von Wilamowitz-Möllendorf, Richard et Cosima Wagner, Ritschl), Paris, Vrin, « Tradition de la pensée classique », 1995.
- La fêlure du plaisir. Études sur le Philèbe de Platon. 1, Commentaires, Paris, Vrin, « Tradition de la pensée classique », 1999.
- La fêlure du plaisir. Études sur le Philèbe de Platon. 2, Contextes, Paris, Vrin, « Tradition de la pensée classique », 1999.
- La connaissance de soi. Études sur le "Traité 49" de Plotin , Paris, Vrin, « Tradition de la pensée classique », 2002.
- (avec Aldo Brancacci) Platon, source des présocratiques, Paris, Vrin, « Bibliothèque d'Histoire de la philosophie », 2002.
- (avec John Dillon) Agonistes. Essays in Honour of Denis O'Brien, Aldershot, Ashgate, 2005.
- Études sur La République de Platon. 1, De la justice : éducation, psychologie et politique, Paris, Vrin, « Tradition de la pensée classique », 2005.
- Études sur La République de Platon. 2, De la science, du bien et des mythes, Paris, Vrin, « Tradition de la pensée classique », 2005.

### Traductions
- Platon, La République, Livres VI et VII, Bordas, Paris, « Les œuvres philosophiques », 1980, 1986.
- Platon, Phédon, Paris, Flammarion, « GF », 1991.
- Platon, Le Politique, Paris, Vrin, « Les dialogues de Platon », 2018, avec Dimitri El Murr, M.-A. Gavray, A. Hasnaoui, É. Helmer, A. Larivée, A. de la Taille et F. Teisserenc.
- Platon, Le Sophiste, Paris, Vrin, « Les dialogues de Platon », 2022.

### Préface
- Rossella Saetta Cottone (dir.), Clémence Ramnoux, entre mythes et philosophie. Dumézil, Freud, Bachelard. Paris, Editions Rue d'Ulm, « Figures normaliennes », 2025,  (ISBN 978-2-7288-0886-1)